# 第2次メイ内閣
第2次メイ内閣（だいにじメイないかく）は、2017年6月に行われた庶民院（下院）の総選挙の結果を受けて、2017年6月11日にテリーザ・メイが組閣したイギリスの内閣である。総選挙では、与党であった保守党が庶民院（下院）での単独過半数を失い、どの政党も過半数を得ていないハング・パーラメント（宙吊り議会）状態に至る結果となった。2017年6月9日にメイ首相は、北アイルランドの地域政党である民主統一党との協定 (confidence and supply) に基づいて、保守党の少数内閣を組織する意向を表明した。両党間の最終合意は2017年6月26日に署名され、発表された。

## 経緯
2017年の総選挙はハング・パーラメントという結果に終わり、保守党は下院議会庶民院で最多数の議席を獲得したものの、過半数には届かなかった。民主統一党は、交渉次第では保守党と協力協定 (confidence and supply) を結ぶ用意があることを表明していた。2017年6月9日、保守党のテリーザ・メイ首相は民主統一党の閣外協力を得て、新しい少数内閣を組む意向を表明した。この保守党と民主統一党の合意に対し、反対派は聖金曜日協定や贈収賄法に抵触するものだと主張し、法的な異議申立てをおこなった。
6月10日に保守系ウェブサイトConservativeHomeの1,500人の読者を対象に行われた調査では、保守党員の約3分の2がメイ首相の辞任を望んでいることがわかった。1,720人のThe Sunday Times読者を対象としたYouGovの世論調査では、48%がメイ首相は辞任すべきだと回答し、辞任すべきでないと回答したのは38%であった。メール・オン・サンデーの1,036人の読者を対象にしたSurvationのオンライン世論調査によれば、49%がメイ首相の辞任を望んでおり、38%の人は辞任を望んでいないことがわかった。
2017年6月10日に首相官邸は保守党と民主統一党との間の協定は大枠で合意に達したとする声明を発表した。その数時間後、この声明は「誤って発表された ("issued in error") 」として取り消され、保守党と民主統一党との協議はまだ継続中であるとされた。ジョン・メージャー元首相は、「保守党と民主統一党との間の協定は北アイルランドの和平交渉を危険にさらすおそれがあるとの不安を抱いている」と述べた。
ジョージ・オズボーン前財務大臣は2017年6月11日に、メイ首相について「歩く女性の屍 ("dead woman walking") 」と表現した。デイヴィッド・リディントンはこれに異議を唱えた  。労働党の複数の長老政治家は、早期に保守党の少数党政府に異議を唱え、女王演説に応えて、対案となる諸政策を提案することを考えていると述べた。ジェレミー・コービン労働党党首（影の首相）は「労働党が"共感している" ("is sympathetic") 多くの問題に対して、議会には多数派がいる」と信じており、Under-occupancy penalty（いわゆる寝室税）の廃止、年金に関する「トリプルロック」および冬期燃料手当の維持が例に挙げられると述べた。6月11日に行われたインタビューで、コービンは1年以内にもう一度選挙が行われることを期待すると述べた。
マイケル・ゴーヴは、少数党政府はおそらく緊縮を緩め、公共サービスへの支出を増やすであろうと述べた。雑誌『New Statesman』のスティーブン・ブッシュも緊縮の緩和に期待している。ブッシュは、もし投票者がイングランド、スコットランドおよびウェールズで緊縮が続いていると感じたならば、政府が民主統一党との協定を維持するために北アイルランドで気前よく支出する間に保守党の評判は悪化するかもしれないと述べている。首相官邸によれば、パブリックセクターの労働者に対する1%の報酬割合の上限は検討中であり、それを終わらせたいと思う保守党員の数は増えている。
6月11日の午後、メイ首相は新内閣の構成を最終決定した。重要閣僚である財務大臣、外務大臣、内務大臣、EU離脱大臣の4つの閣僚ポストについては、現職の4名全員を留任させることが6月9日の時点で既に固まっていた。新内閣はボリス・ジョンソンとデイヴィッド・デイヴィスなどのEU離脱派の議員が再任されたが、2016年の国民投票でEU残留派を支持していたダミアン・グリーンとデービッド・ゴークの昇進人事もみられた。翌日には下級大臣の人事も割り当てられ、6月12日に新しい内閣および政府の大臣の任命が完了した。
2017年7月3日の世論調査では、総選挙以来メイ首相の支持率は急落した。回答者の60%は選挙期間中よりもメイ首相に対する印象が悪化したとし、メイ首相に賛成すると答えた回答者よりも賛成しないと回答した人のほうが20%上回り、メイ首相の指導力に期待できないと答えたのが51%であったのに対し、期待すると答えたのは31%であった。7月7日までに、YouGovは保守党より労働党に8ポイントのリード（46%対38%）を与えた。『New Statesman』の記事は、この優位にある要因は家庭の可処分所得が2011年以降で最も急速に下がっていることを示す国家統計局の統計にあると主張している。
2018年7月、メイ首相のEU離脱方針に反発して、欧州連合離脱大臣および外務大臣が相次いで辞職した。また同年11月には離脱計画をめぐって欧州連合離脱大臣と労働年金大臣が辞職し、それぞれステファン・バークレーおよびアンバー・ラッドに交代するなど、欧州連合離脱をめぐる軋轢が政府を苦しめた。議会はEUとの離脱協定案を承認することなく離脱は延期を繰り返し、2019年6月にメイ首相が退陣を表明。7月24日に終焉を迎えた。

## 閣僚の一覧
| 役職                                   | 画像 | 大臣                             | 任期                           |
| -------------------------------------- | ---- | -------------------------------- | ------------------------------ |
| 内閣の閣僚                             |      |                                  |                                |
| 首相 第一大蔵卿 国家公務員担当大臣     |      | テリーザ・メイ                   | 2016年7月13日 - 2019年7月24日  |
| 筆頭国務大臣                           |      | ダミアン・グリーン               | 2017年6月11日 - 2017年12月20日 |
| 内閣府担当大臣                         |      | ダミアン・グリーン               | 2017年6月11日 - 2017年12月20日 |
| 内閣府担当大臣                         |      | デイヴィッド・リディントン       | 2018年1月8日 - 2019年7月24日   |
| 財務大臣 第二大蔵卿                    |      | フィリップ・ハモンド             | 2016年7月13日 – 2019年7月24日  |
| 内務大臣                               |      | アンバー・ラッド                 | 2016年7月13日 - 2018年4月29日  |
| 内務大臣                               |      | サジド・ジャヴィド               | 2018年4月30日 - 2019年7月24日  |
| 外務・英連邦大臣                       |      | ボリス・ジョンソン               | 2016年7月13日 - 2018年7月9日   |
| 外務・英連邦大臣                       |      | ジェレミー・ハント               | 2018年7月9日 - 2019年7月24日   |
| 欧州連合離脱大臣                       |      | デイヴィッド・デイヴィス         | 2016年7月13日 - 2018年7月8日   |
| 欧州連合離脱大臣                       |      | ドミニク・ラーブ                 | 2018年7月9日 - 2018年11月15日  |
| 欧州連合離脱大臣                       |      | ステファン・バークレー           | 2018年11月16日 -               |
| 国防大臣                               |      | マイケル・ファロン               | 2014年7月15日 - 2017年11月1日  |
| 国防大臣                               |      | ギャヴィン・ウィリアムソン       | 2017年11月2日 - 2019年5月1日   |
| 国防大臣                               |      | ペニー・モーダント               | 2019年5月1日 - 2019年7月24日   |
| 保健・社会介護大臣                     |      | ジェレミー・ハント               | 2012年9月4日 - 2018年7月9日    |
| 保健・社会介護大臣                     |      | マット・ハンコック               | 2018年7月9日 -                 |
| 大法官 司法大臣                        |      | デイヴィッド・リディントン       | 2017年6月11日 - 2018年1月8日   |
| 大法官 司法大臣                        |      | デイヴィッド・ゴーク             | 2018年1月8日 - 2019年7月24日   |
| 教育大臣                               |      | ジャスティン・グリーニング       | 2016年7月14日 - 2018年1月8日   |
| 教育大臣                               |      | ダミアン・ヒンズ                 | 2018年1月8日 - 2019年7月24日   |
| 女性・平等担当大臣                     |      | ジャスティン・グリーニング       | 2016年7月14日 - 2018年1月8日   |
| 女性・平等担当大臣                     |      | アンバー・ラッド                 | 2018年1月9日 - 2018年4月30日   |
| 女性・平等担当大臣                     |      | ペニー・モーダント               | 2018年4月30日 - 2019年7月24日  |
| 国際貿易大臣 通商会議議長              |      | リアム・フォックス               | 2016年7月13日 - 2019年7月24日  |
| ビジネス・エネルギー・産業戦略大臣     |      | グレッグ・クラーク               | 2016年7月14日 - 2019年7月24日  |
| 環境・食糧・農村地域大臣               |      | マイケル・ゴーヴ                 | 2017年6月11日 - 2019年7月24日  |
| 運輸大臣                               |      | クリス・グレイリング             | 2016年7月14日 - 2019年7月24日  |
| 住宅・コミュニティ・地方自治大臣       |      | サジド・ジャヴィド               | 2016年7月14日 - 2018年4月30日  |
| 住宅・コミュニティ・地方自治大臣       |      | ジェームス・ブロークンシャー     | 2018年4月30日 - 2019年7月24日  |
| 貴族院院内総務 王璽尚書                |      | ボウズ・パークのエヴァンス女男爵 | 2016年7月14日 -                |
| スコットランド大臣                     |      | デイヴィッド・マンデル           | 2015年5月11日 - 2019年7月24日  |
| ウェールズ大臣                         |      | アラン・ケアンズ                 | 2016年3月19日 -                |
| 北アイルランド大臣                     |      | ジェームス・ブロークンシャー     | 2016年7月14日 - 2018年1月8日   |
| 北アイルランド大臣                     |      | カレン・ブラッドリー             | 2018年1月8日 - 2019年7月24日   |
| 国際開発大臣                           |      | プリティ・パテル                 | 2016年7月14日 - 2017年11月8日  |
| 国際開発大臣                           |      | ペニー・モーダント               | 2017年11月9日 - 2019年5月1日   |
| 国際開発大臣                           |      | ローリー・スチュアート           | 2019年5月1日 - 2019年7月24日   |
| デジタル・文化・メディア・スポーツ大臣 |      | カレン・ブラッドリー             | 2017年7月3日 - 2018年1月8日    |
| デジタル・文化・メディア・スポーツ大臣 |      | マット・ハンコック               | 2018年1月8日 - 2018年7月8日    |
| デジタル・文化・メディア・スポーツ大臣 |      | ジェレミー・ライト               | 2018年7月9日 - 2019年7月24日   |
| 労働年金大臣                           |      | デイヴィッド・ゴーク             | 2017年6月11日 - 2018年1月8日   |
| 労働年金大臣                           |      | エスター・マクヴェイ             | 2018年1月8日 - 2018年11月15日  |
| 労働年金大臣                           |      | アンバー・ラッド                 | 2018年11月15日 -               |
| ランカスター公領大臣                   |      | パトリック・マクローリン         | 2016年7月14日 - 2018年1月8日   |
| ランカスター公領大臣                   |      | デイヴィッド・リディントン       | 2018年1月8日 - 2019年7月24日   |
| 無所任大臣 (保守党幹事長)              |      | パトリック・マクローリン         | 2016年7月14日 - 2018年1月8日   |
| 無所任大臣 (保守党幹事長)              |      | ブランドン・ルイス               | 2018年1月8日 - 2019年7月24日   |
| 閣議に出席する閣外の役職               |      |                                  |                                |
| 庶民院院内総務 枢密院議長              |      | アンドレア・レッドサム           | 2017年6月11日 - 2019年5月22日  |
| 大蔵省首席担当官                       |      | リズ・トラス                     | 2017年6月11日 - 2019年7月24日  |
| 庶民院院内幹事 大蔵政務次官            |      | ギャヴィン・ウィリアムソン       | 2016年7月14日 - 2017年11月2日  |
| 庶民院院内幹事 大蔵政務次官            |      | ジュリアン・スミス               | 2017年11月2日 - 2019年7月24日  |
| 法務長官                               |      | ジェレミー・ライト               | 2014年7月15日 - 2018年7月9日   |
| 法務長官                               |      | ジェフリー・コックス             | 2018年7月9日 -                 |
| 移民担当大臣                           |      | ブランドン・ルイス               | 2017年6月11日 - 2018年1月8日   |
| 移民担当大臣                           |      | キャロライン・ノークス           | 2018年1月8日 - 2019年7月24日   |